# Дуб Вєтрова
Дуб Вєтрова — ботанічна пам'ятка природи дуба черещатого, що розташована на території Національного університету біоресурсів і природокористування України на вулиці Блакитного, 8 в Голосіївському районі міста Києва. Заповіданий 27 листопада 2009 року розпорядженням № 713/2782 Київської міської державної адміністрації. 

## Опис
Фактичної площі немає. Вік пам'ятки становить понад 500 років. На висоті 1,3 м це дерево має 4,85 м в охопленні, а висота дуба 15 мерів.

## Галерея

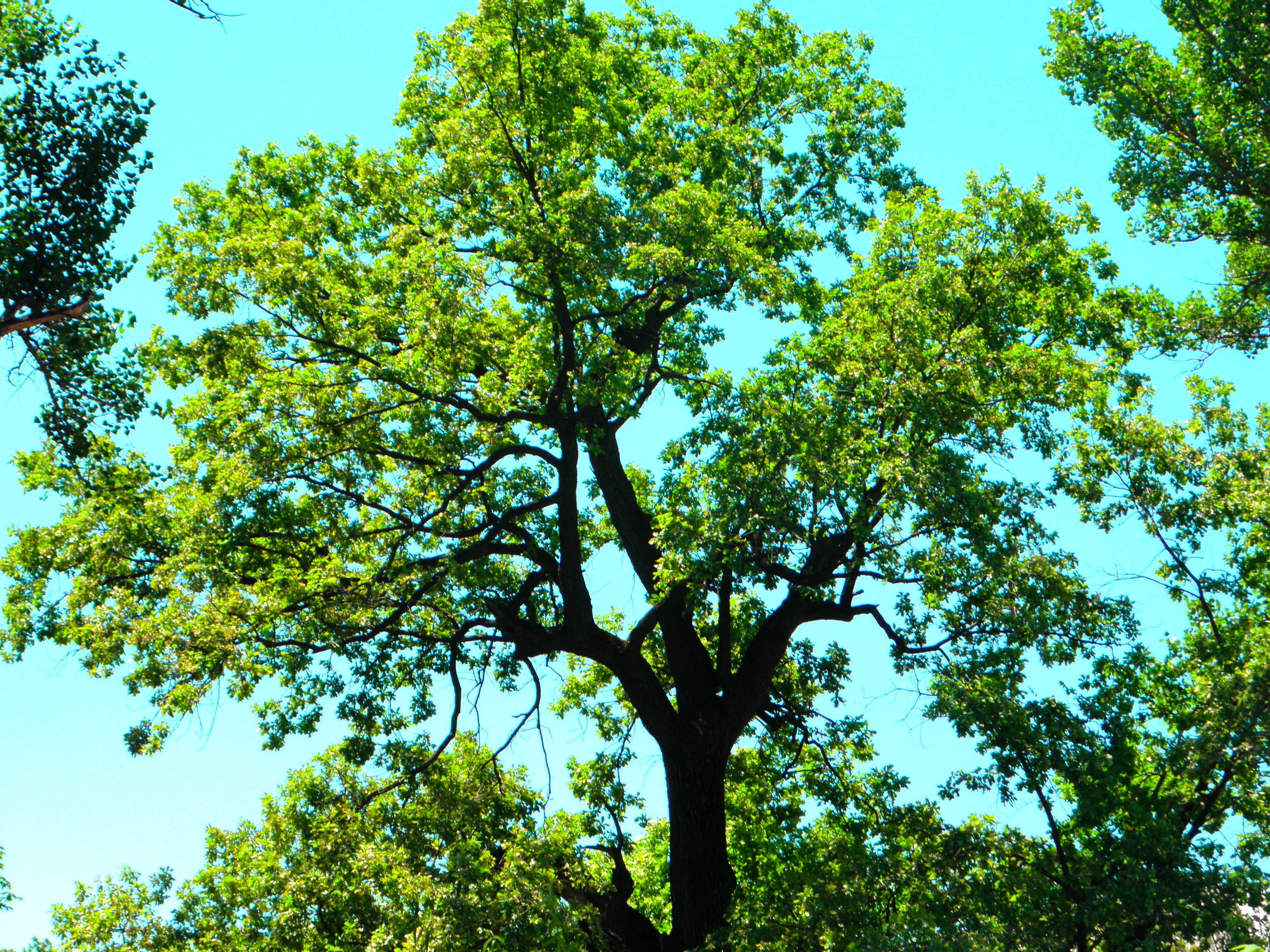
Дуб Вєтрова, 2018 рік
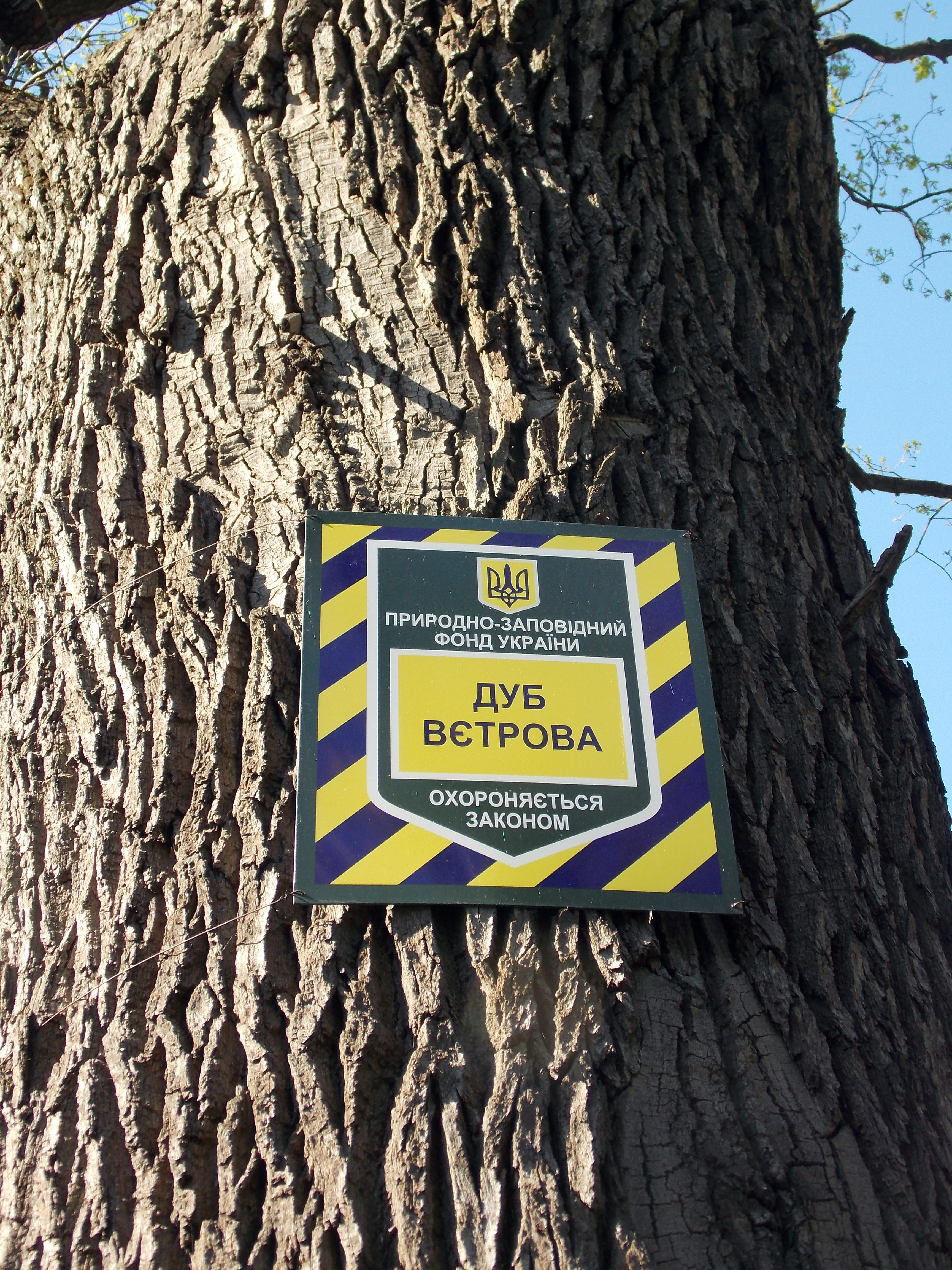
Охоронний знак на дубі
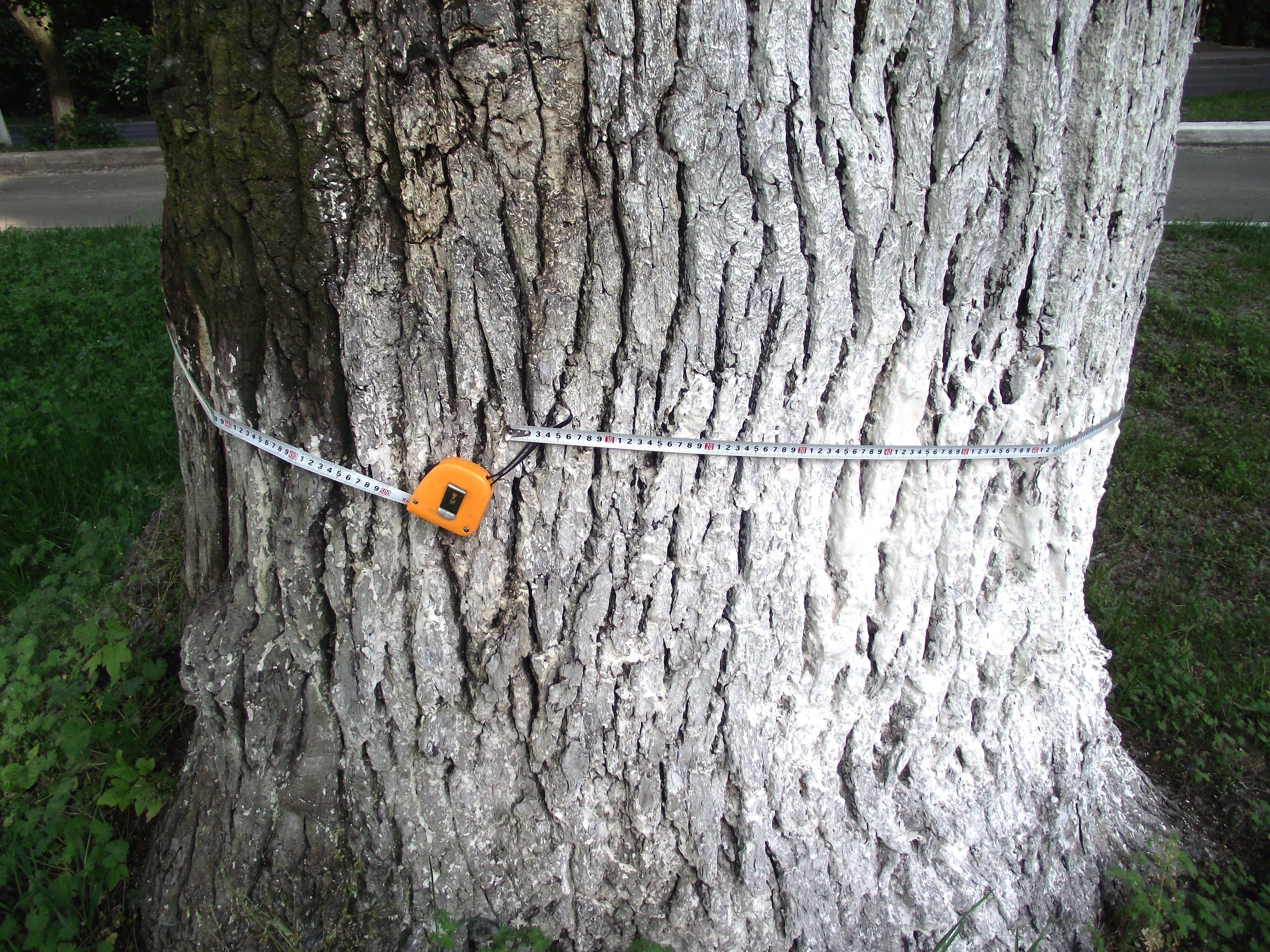
Фрагмент стовбура, 2014 рік